# Del otro lado del Sol (álbum)
Del otro lado del sol es el nombre del tercer álbum del cantautor guatemalteco Ricardo Arjona, publicado el 17 de septiembre de 1991. A pesar de ser un álbum relativamente desconocido para el público, todas las canciones fueron posteriormente reeditadas en otros álbumes.

## Información
Las canciones "Piel de consumo", "Gitano urbano" y "Que voy a hacer conmigo" aparecieron en discos grabados por Arjona junto con otros artistas, pero en versión muy diferente a la de este disco. La canción "Te conozco", incluida originalmente en este álbum, es una de las más conocidas del cantautor y posiblemente la que ha sido reeditada en más ocasiones, siendo así en los álbumes "Historias", "Vivo", "Solo", "Quién dijo ayer" y en el homenaje a Arjona titulado Arjona Tropical, en el que es interpretada por el dúo de Ricardo y Alberto. La versión del álbum Historias fue también incluida en el disco recopilatorio Simplemente lo mejor. "Qué voy a hacer conmigo" fue incluida en el álbum Poquita Ropa, aunque dista mucho de su versión original, la canción "Libre" originalmente pertenece a este disco, luego tres años más tarde en 1994 Ricardo Arjona decidió incluir esta misma grabación de este tema en su álbum Historias.
El disco originalmente iba a titularse Gitano Urbano, pero al final se optó por el nombre Del otro lado del Sol. El disco actualmente es un material difícil de conseguir, ya que tuvo una demanda legal contra Sony Music por derechos sobre las canciones al ser editado en el año en que salió a la venta. Son pocas las personas que llegaron a tenerlo, ya que se logró hacer desaparecer por dicho motivo. Las ediciones que salieron ese año solo fueron en formato LP y casete. Algunas de las versiones editadas, ajenas a Sony Music, se pueden encontrar por Internet, o en discos no autorizados, editados por disqueras independientes. Estas incluyen versiones alternativas de "Piel de consumo", "Aquí estoy", "Gitano Urbano", "Libre", "Desde la calle 33", "Qué voy a hacer conmigo" y "La mujer que no soñé".

## Lista de canciones
1. «Piel de Consumo»
2. «Te Conozco»
3. «Aquí Estoy»
4. «Historia»
5. «Gitano Urbano»
6. «Libre»
7. «Desde La Calle 33»
8. «Del Otro Lado Del Sol»
9. «Qué Voy a Hacer Conmigo»
10. «La Mujer Que No Soñé»